# 勒科洛涅
勒科洛涅（法語：Recologne，法語發音：[ʁəkɔlɔɲ]），法国东部市镇，位于勃艮第-弗朗什-孔泰大区杜省，隶属于贝桑松区，其市镇面积为6.78平方公里，2022年1月1日时人口数量为716人，在法国城市中排名第13,493位。
勒科洛涅位于杜省西部，连接贝桑松和格雷之间的公路由此经过。

## 地名来源
“勒科洛涅”一名最初以“Recolonis”的形式被记载，该名称来源尚不清楚。

## 历史
勒科洛涅历史上长期为一处普通村落，17世纪末后属于弗朗什-孔泰行省，当地领主在此修建勒科洛涅城堡。法国大革命后，勒科洛涅成为杜省的一个市镇，工业革命期间，一条地方铁路曾由此通过，后被废弃。

## 地理

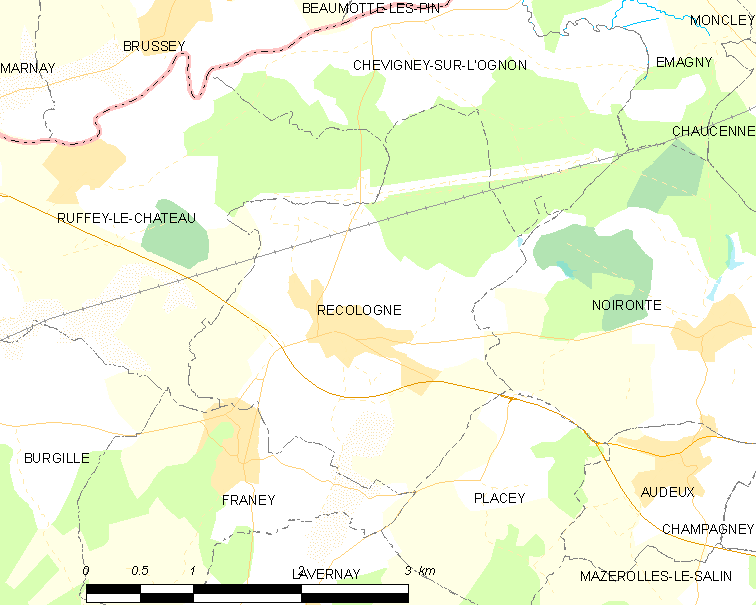
勒科洛涅市镇范围地图

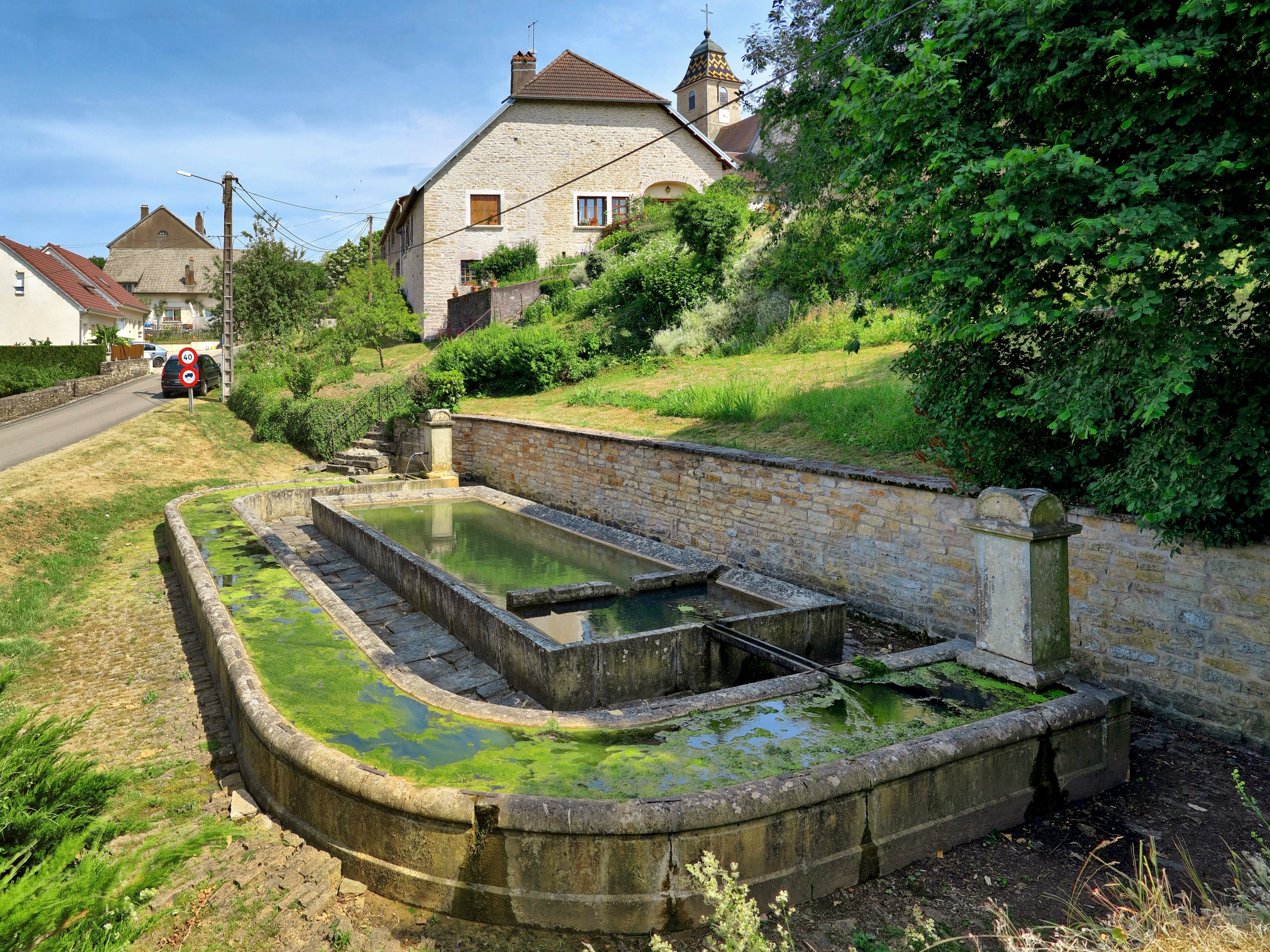
勒科洛涅的一处泉水

勒科洛涅位于法国东部，勃艮第-弗朗什-孔泰大区中东部和杜省西部，距离省会贝桑松大约18公里。与勒科洛涅接壤的市镇包括：奥尼翁河畔舍维涅、弗拉内、努瓦龙特、普拉塞、吕费堡。

### 地形
勒科洛涅位于朗格勒高原和汝拉山的过渡地区，境内以浅丘为主，市镇中心地势较为平坦，全境海拔在201到268米之间。

### 水文
努瓦龙特溪（ruisseau de Noironte）和勒布勒伊溪（ruisseau du Breuil）流经境内，属于罗讷河流域。

### 植被
勒科洛涅属于温带阔叶混交林区，林地主要分布于市镇范围北部。
在鲜花城市的评比中，勒科洛涅暂未被评级。

### 气候
勒科洛涅在柯本气候分类法中属于温带海洋性气候，因其距离海岸线相对较远，故又有一定的大陆性特征。

## 行政区划
勒科洛涅是法国勃艮第-弗朗什-孔泰大区杜省的一个市镇，编号为25482。勒科洛涅隶属于贝桑松区、杜省第一选区和圣维特县，同时也是马尔奈谷市镇公共社区的组成部分。
法国国家统计与经济研究所（简称）在进行数据统计时，将包括勒科洛涅在内的周边共251个市镇划为贝桑松城市区。自2020年起，贝桑松城市区被包含312个市镇的贝桑松城市辐射区代替。此外，还将勒科洛涅市镇整体看作一个“块区”（IRIS）。

## 交通

### 公路
杜省省道D5线、D13线、D14线、D67线和D149线在勒科洛涅境内交汇，勃艮第-弗朗什-孔泰大区下属的城际客运提供巴士线路，可前往省会贝桑松。
2017年，81.8%的勒科洛涅家庭拥有至少一辆私人汽车。2018年，勒科洛涅境内共发生各类交通事故1起，造成1人遇难。

### 铁路
莱茵河－罗讷河高速铁路从勒科洛涅市镇范围北部经过但未设站。距离勒科洛涅最近的客运铁路车站为圣维特站，正常车程约15分钟，该站停靠往返于第戎城站和贝桑松一线的区域列车。

### 航空
距离勒科洛涅最近的民用航空站为多勒机场，距离勒科洛涅市中心的公路里程约53公里。

### 城市公共交通
截至2021年8月，勒科洛涅暂无城市公共交通系统。

## 政治
勒科洛涅的现任市长为罗朗·莫拉莱斯先生（Roland Moralès），他是一名右翼无党派人士，在2020年的市政选举中获得了100%的支持率（无其他候选人）。
在2017年的法国总统大选中，法国第25任总统埃马纽埃尔·马克龙在勒科洛涅获得了57.5%的支持率。

## 人口
2018年，勒科洛涅市镇人口数量为667，在法国排名第13,493位。其中男性329人，女性324人，75岁及以上人口占6.7%，外籍人口数量为87人，人口密度为98人/平方公里，当地居民被称为（男性）或（女性）。2019年，勒科洛涅境内出生4人，死亡人口2人。
| 年份   | 1936 | 1946 | 1954 | 1962 | 1968 | 1975 | 1982 | 1990 | 1999 | 2006 | 2007 | 2012 | 2017 | 2018 |
| ------ | ---- | ---- | ---- | ---- | ---- | ---- | ---- | ---- | ---- | ---- | ---- | ---- | ---- | ---- |
| 人口數 | 287  | 261  | 261  | 261  | 256  | 337  | 392  | 482  | 508  | 546  | 551  | 616  | 653  | 667  |

## 经济
截止2021年7月，勒科洛涅共有各类90家用人单位或自雇。

## 财政收入
2019年，勒科洛涅的财政收入总额为401,740欧元，财政支出总额为273,270欧元，当年的债务总额为731,700欧元。2020年，勒科洛涅共获得51,568欧元的国家财政补助，比上一年增加了0.01%。
2019年，勒科洛涅的家庭平均月收入总额为2,968欧元，高于法国平均水平（2,318欧元）。
2017年，勒科洛涅境内的青壮年（15至64岁）失业率为6.7%，当地60.3%的家庭拥有纳税资格，平均纳税4,042欧元，高于法国平均水平（3,888欧元）。

## 社会事务

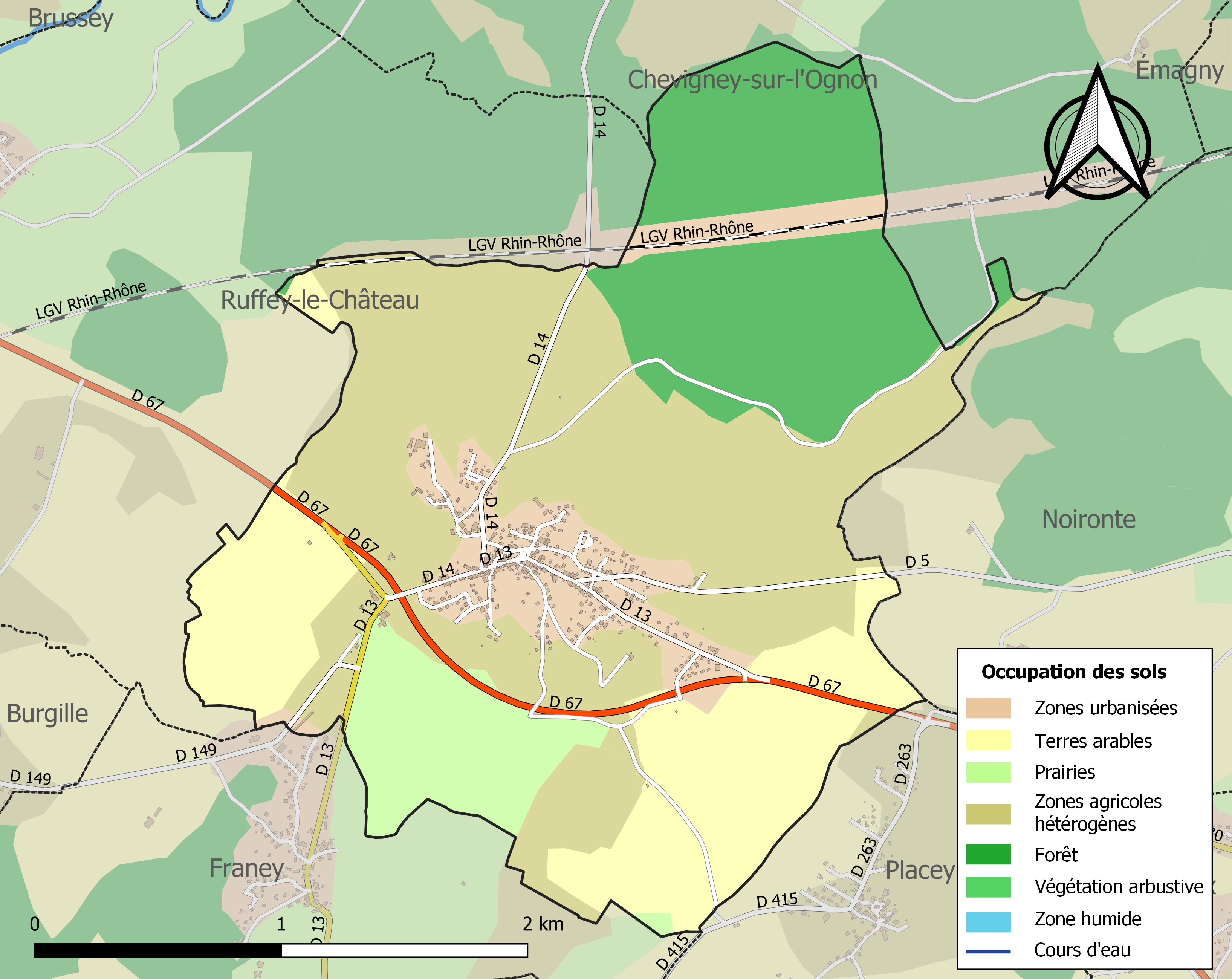
勒科洛涅土地利用情况地图

### 教育
勒科洛涅属于贝桑松学区。截止2019年1月1日，勒科洛涅境内有1所小学。

### 医疗
截止2019年1月1日，勒科洛涅境内共有全科医生3名、保健师2名和护士2名。境内共有药房1家。
距离勒科洛涅最近的区域性医疗机构为贝桑松大学大区中心医院，其主病区让·曼若兹医院（Hôpital Jean Minjoz）位于贝桑松市区，设有床位1,265个，是当地规模最大的公立综合性医院。

### 住房
2017年，勒科洛涅境内共有各类住房324套，其中75.3%为独立式居民区，24.7%为集中式居民区。常住房屋占勒科洛涅市镇范围内居民建筑总量的84.9%。
在住房保障政策方面，2017年，勒科洛涅境内共有34户家庭获得了住房经济补助，受益人数占总人口数量的5.2%，其中24份为房租补助。

### 商业
2019年，勒科洛涅境内共有各类实体商铺17家，其中餐厅1家、面包房1家、肉铺1家、银行门店1家、美容美发店2家、汽车维修店2家。

### 体育
2019年，勒科洛涅境内暂无任何体育设施。
截至2021年8月，勒科洛涅境内暂无任何注册足球俱乐部。

### 环境
勒科洛涅的环境事务由其所属的公共社区负责。2019年，勒科洛涅境内暂无污染企业。

### 治安
2019年，勒科洛涅市镇范围内有1处宪兵队。
2014年，勒科洛涅及附近地区共发生各类案件4,279起，其中盗窃类案件2,904起，经济类案件435起，毒品交易类案件105起。

## 文化

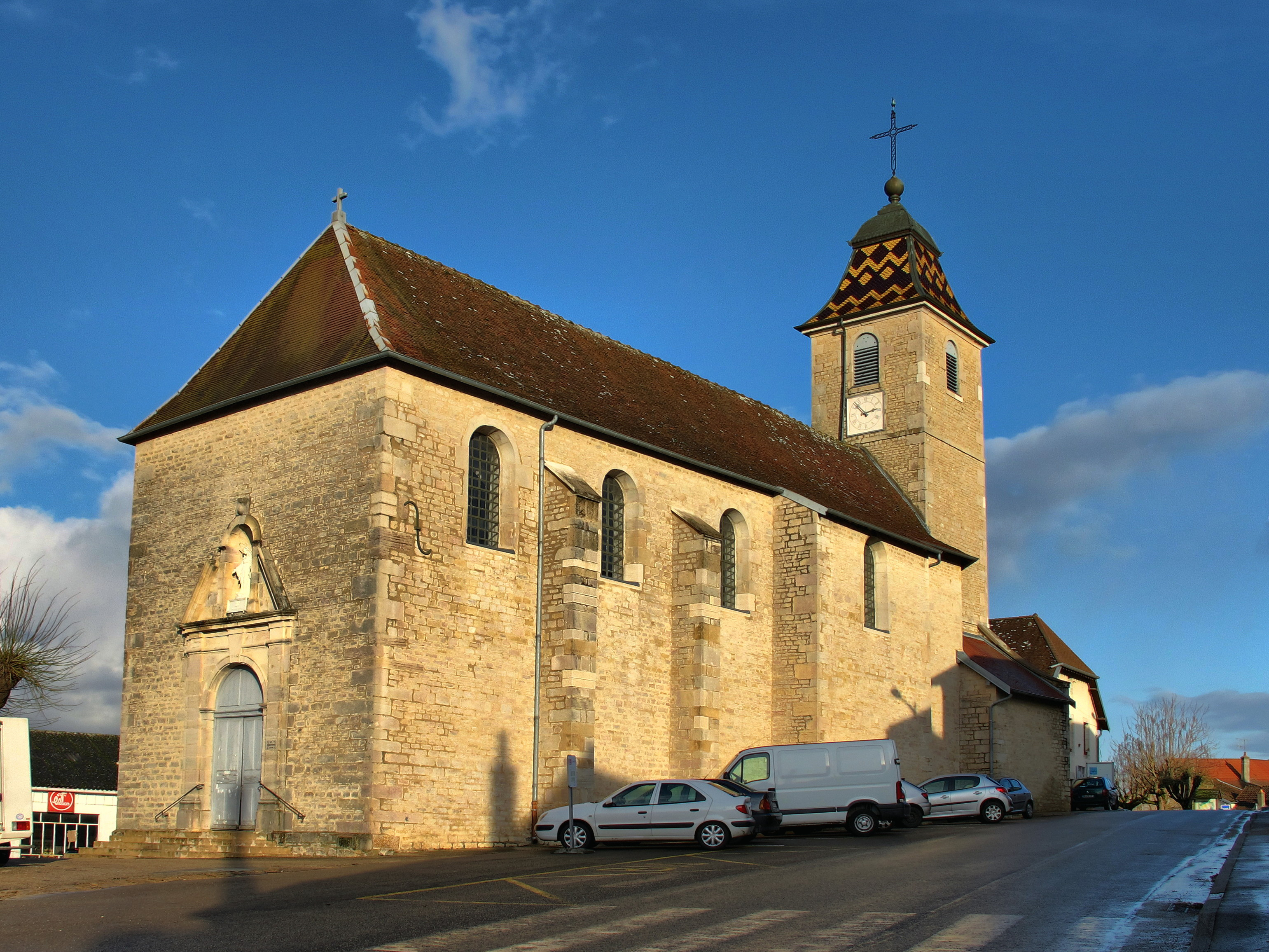
勒科洛涅圣巴泰莱米教堂

2019年，勒科洛涅境内暂无任何文化设施。

### 建筑
勒科洛涅境内有多处历史建筑，其中勒科洛涅圣巴泰莱米教堂是法国国家文物保护单位，也是当地的地标性建筑物。

### 旅游
勒科洛涅的旅游事务由其所属的公共社区负责。2020年，勒科洛涅境内暂无任何游客接待设施。

### 媒体
法国主要的媒体均可在勒科洛涅接收，法国电视三台下属的勃艮第-弗朗什-孔泰大区频道在部分时段播出勒科洛涅所属区域的地方新闻。

## 友好城市
截至2021年8月，勒科洛涅暂未建立任何友好城市关系。